# Валанто Тріфонос
Валанто Тріфонос (грец. Βαλάντω Τρύφωνος; нар. 6 березня 1988, Нікосія, Кіпр)  — грецько-кіпріотська співачка, яка стала відомою після перемоги в першому сезоні талант-шоу Greek Idol в 2010 році.

## Біографія

### Ранні роки
Валанто Тріфонос народилася у Нікосії 6 березня 1988 року і закінчила там приватну школу. У віці 5 років почала вчитися грі на фортепіано, виступала в хорі її школи як провідний соліст. Була членом Європейського молодіжного парламенту. Освіту здобула в Queen Mary Лондонського університету, де здобула ступінь бакалавра наук з екології.

### Творча біографія
Після завершення навчання в Queen Mary у 2009 році вона переїхала до Афін, де відвідувала уроки вокалу у Fame Studio. У 2006 році брала участь у кіпрському національному фіналі на конкурс пісні Євробачення 2006 з піснею «After You».
2010 році взяла участь у першому сезоні грецького талант-шоу Greek Idol і стала його переможницею. Для участі Валанто в фіналі шоу «Greek Idol» Дімітріс Контопулос і Нікос Мораїтіс написали пісню «Stin Dipla Thesi». У липні 2010 року режисер Костас Капетанідіс зняв кліп на цю пісню. У березні 2011 року Валанто Тріфонос була однією з шести кандидатів, які змагалися у фіналі національного відбору за право представляти Грецію на  Євробаченні 2011 року з піснею «The Time is Now», але не перемогла. На  Євробачення від Греції поїхали Лукас Йоркас і Stereo Mike. Пісня «The Time is Now» була випущена як сингл в лютому 2011 року. З грудня 2010 року, Валанто відкривала концерти  Янніса Паріоса і  Стаматіса Гонідіса в клубі Fever. На початку листопада 2011 року Валанто підтвердила, що вона розірвала контракт із Sony Music Entertainment Греції через творчі розбіжності. жовтні 2011 року Валанто Тріфонос почала виступати разом із  Міхалісом Хадзіяннісом на його шоу в Греції, на Кіпрі, під час гастролей у Європі та Північній Америці.
У 2012 році Хадзіянніс підписав Валанто на свій лейбл M2 (згодом став частиною Cobalt Music) у співпраці з Universal Music Greece. У липні 2012 року вона випустила свій перший сингл на лейблі M2/Universal Music Greece «Na Mou Exigisis» (музика Міхаліса Хадзіянніса, текст Елеани Врахалі). Взимку 2012–2013 року брала участь у виставі «Хороший, поганий, злий» на сцені «Ακτή Πειραιως» поряд з відомими артистами: Яннісом Зуганелісом, Сакісом Буласом і Міхалісом Хадзіяннісом.
Хобі: подорожі, фотографія і футбол. Кумири: Анна Віссі і Крістіна Агілера.